# El Puente de Sabiñánigo
El Puente de Sabiñánigo (aragonesisch Pardiniella) ist ein spanischer Ort in der Provinz Huesca der Autonomen Gemeinschaft Aragonien. El Puente de Sabiñánigo, im Pyrenäenvorland liegend, gehört zur Gemeinde Sabiñánigo.

## Geographie
Der Ort liegt knapp zwei Kilometer (Luftlinie) südlich von Sabiñánigo. 